# Fred Koehler
Frederick 'Fred' Koehler (New York, 16 juni 1975) is een Amerikaans acteur.

## Biografie
Koehler werd geboren in de buurt Jackson Heights in de borough Queens van New York, waar hij opgroeide bij zijn gescheiden moeder en drie oudere zussen. Hij studeerde af in theaterwetenschap aan de Carnegie Mellon University in Pittsburgh. 
Koehler begon in 1983 als jeugdacteur met acteren in de film Mr. Mom, waarna hij nog meerdere rollen speelde in films en televisieseries. Hij is vooral bekend van zijn rol als Chip Lowell in de televisieserie Kate & Allie waar hij in 98 afleveringen speelde (1984-1989). Voor deze rol werd hij in 1985, 1986, 1987 en 1989 genomineerd voor een Young Artist Award in de categorie Beste Jonge Acteur in een Bijrol in een Televisieserie.

## Filmografie

### Films
Uitgezonderd korte films.
- 2022 Babylon - als D.P. Bill
- 2021 The Little Things - als Stan Peters
- 2020 Kombucha Cure - als Cooper
- 2018 One by One - als mr. Henderson
- 2018 Death Race: Beyond Anarchy - als Lists
- 2017 The Circle - als Kevin
- 2017 The Evil Within - als Dennis
- 2014 Victor – als Bobby
- 2013 Death Race 3: Inferno – als Lists
- 2010 Death Race 2 – als Lists
- 2008 Death Race – als Lists
- 2006 Little Chenier – als Pemon Dupuis
- 2005 Touched – als Thomas Martin
- 2005 Domino – als Chuckie
- 2005 The Storyteller – als Dennis
- 2002 A.K.A. Birdseye – als Ben Sharpless
- 2002 Devine Secrets of the Ya-Ya Sisterhood – als Pete Abbott
- 2001 Pearl Harbor – als gewonde matroos
- 1993 The Positively True Adventures of the Alleged Texas Cheerleader-Murdering Mom – als Shane Harper
- 1991 A Kiss Before Dying – als Mickey
- 1989 Night Walk – als Eric Miller
- 1987 The Pick-up Artist – als Richie
- 1985 A Boy, a Dog and a Frog – als de jongen
- 1984 He's Fired, She's Hired – als Lexy Grier
- 1983 Mr. Mom – als Alex

### Televisieseries
Uitgezonderd eenmalige gastrollen.
- 2023 Kombucha Cure - als Cooper - 5 afl.
- 2019-2020 Marisa Romanov - als ?? - 9 afl.
- 2017 Kingdom - als Scott - 2 afl.
- 2016 American Horror Story - als Real Lot Polk - 4 afl.
- 2011 Torchwood – als Ralph Coltrane – 2 afl.
- 2010 Lost – als Seamus – 4 afl.
- 2006 Pepper Dennis – als Les Gaye – 8 afl.
- 2004 Touching Evil – als Richard Simon - 2 afl.
- 1999-2003 Oz – als Andrew Schillinger – 4 afl.
- 2000 Bull – als Joey Rutigliano – 3 afl.
- 1984-1989 Kate & Allie – als Chip Lowell – 115 afl.
- 1982-1985 Saturday Night Live – als diverse karakters – 5 afl.

- Biblioteca Nacional de España: XX1540669
- International Standard Name Identifier: 0000 0000 6110 1367
- Library of Congress Control Number: no2013014200
- Virtual International Authority File: 87269052
- WorldCat: E39PBJxRJ9tX3GhT3WMJHcP4v3